# Земљотрес у Крајстчерчу 2011.
Земљотрес у Крајстчерчу је потрес који је је 22. фебруара 2011. године у 12:51 по локалном времену погодио источни део Јужног острва на Новом Зеланду. Његова магнитуда износила је 6,3 степена Рихтерове скале, а хипоцентра је био на 5 километара дубине. У потресу је погинуло 75 особа, а око хиљаду је повређено. Материјална штета је знатна. У рушевина је настрадала и једна држављанка Србије. 

## Последице
Хипоцентар потреса био је на на 5 километара дубине, на око 10 километара југоисточно од Крајстчерча, у региону Кантербери. Епицентар је био у близини градића Лителтон. Срушено је десетак грађевина у центру Крајстчерча, међу којима и торањ градске катедрале. Зграде су се урушиле једна преко друге, а делови су пали и на два аутобуса на улици. Тротоари су се расцепили, а водоводне цеви су попуцале. Прекинуте су телефонске везе и отежано је снабдевање електричном енергијом. Премијер Новог Зеланда Џон Ки, назвао је ову трагедију „можда најцрњим даном у историји државе“. Проглашено је ванредно стање. Потврђено је да је погинуло 75 особа, а око 1.000 људи је заробљено у рушевинама. Након првог потреса, у наредна два сата регион су погодила још два јача земљотреса магнитуде 5,6 и 5,5 Рихтера.
У градићу Лителтон, који је најближи епицентру потреса, страдало је око 60% грађевина у централној улици, од којих и неке историјски значајне. У тренутку потреса око 30 милиона тона леда са Тасмановог ледника обрушило се у Тасманово језеро притом створивши таласе до висине од 3,5 метара. У региону је проглашено ванредно стање, а међународни аеродром у Крајстчерчу је обуставио летове. Потрес су осетили и становници града Тауранга који се налази на северу Северног острва, удаљеном око 600 километара од жаришта земљотреса.